# Dorsoduro

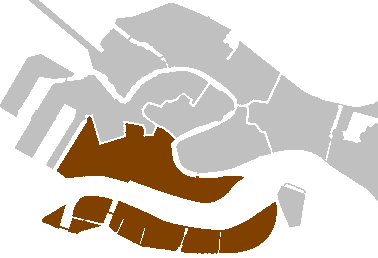
Ubicació de Dorsoduro dins Venècia

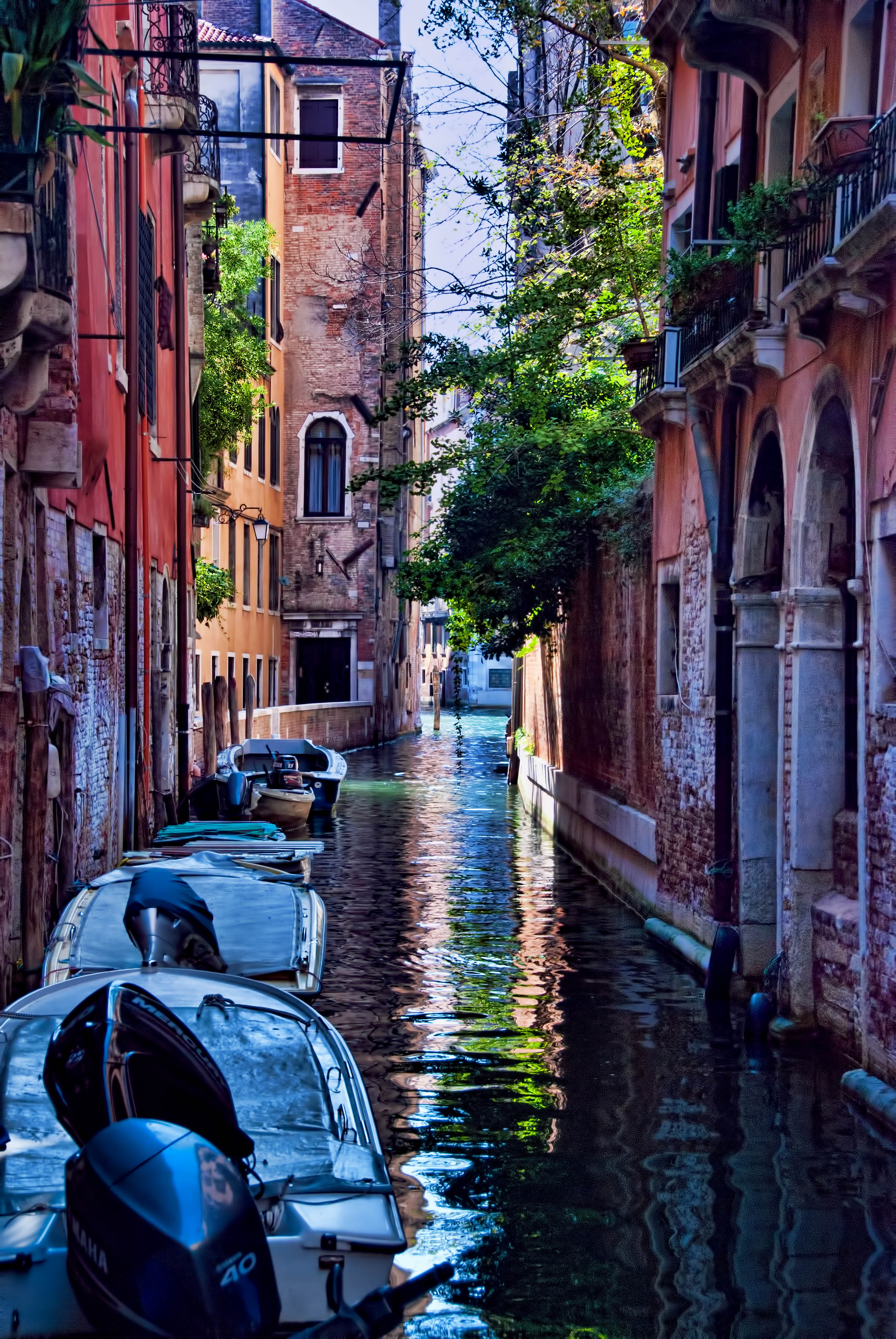
Ombrívol canal a Dorsoduro, Venècia

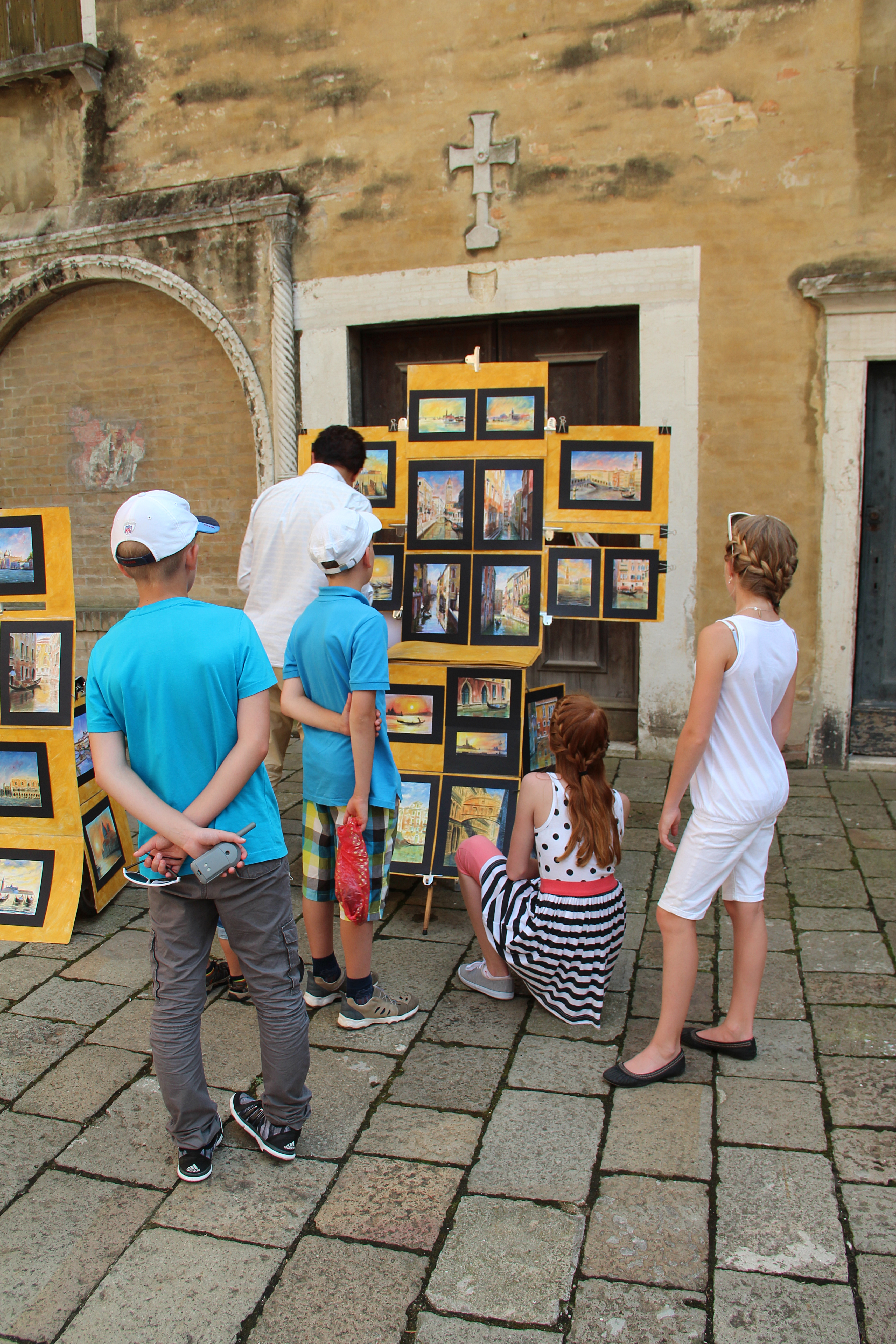
Pintor de carrer al Campo San Gregorio.

Dorsoduro és un del sis sestieri (districtes) de la ciutat de Venècia, al nord de la península itàlica. Dorsoduro inclou les àrees de terra més elevades de la ciutat i també l'Illa de Giudecca i la de Sacca Fisola. El seu nom deriva de l'italià "dorsal dura", a causa de la seva superfície de terra estable més alta comparat amb la resta de la ciutat.

## Història
El cor original de l'àrea era el canal de Giudecca, al llarg del qual s'hi van construir edificis durant el segle VI. Cap al segle XI, el poblament s'havia estès fins al Gran Canal, encara que els edificis religiosos més tardans incloent-hi la Basílica de Santa Maria della Salute i el moll Zattere són ara els seus principals punts d'atracció.
Al segle xix, l'Accademia va ser instal·lada a Dorsoduro i el Ponte dell'Accademia el va enllaçar amb el districte (sestiere) de San Marco, cosa que el va convertir en una àrea cara, popular per als residents estrangers. La part final del barri occidental i el Giudecca, va esdevenir industrialitzat al voltant d'aquest temps.

## Llocs destacats
Els principals llocs i atraccions de Dorsoduro inclouen:
- Ca' Foscari
- Ca' Rezzonico
- Campo San Barnaba
- Campo San Gregorio
- Campo Santa Margherita
- Galeria de l'Acadèmia de Venècia
- Museu Guggenheim (Venècia)
- Il Redentore (església)
- Le Zitelle
- Ospedale Giustinian
- Palazzo Ariani
- Palazzo Brandolin Rota
- Palazzo Dario
- Palazzo Giustinian Recanati
- Palazzo Orio Semitecolo Benzon
- Palazzo Zenobio
- Punta della Dogana
  - Dogana da Mar
  - Santa Maria della Salute (església)
- San Pantalon (església)
- San Trovaso (església)
- Santa Maria del Carmelo (església)
- San Sebastiano (església)
- Scuola Grande dei Carmini
- Ognissanti (església)
- San Nicolò dei Mendicoli